# سحنات الركود الصفرواي
سحنة الركود الصفراوي هي نوع من السحنات التي تعتبر أحد أعراض متلازمة ألاجيل.ومع ذلك، يبدو أنه "سمةٌ عامةٌ لمرض الركود الصفراوي الخلقي داخل الكبد". التشخيص التفريقي هو متلازمة ألاجيل.